# Carl Sparre
För andra betydelser, se Carl Sparre (olika betydelser).

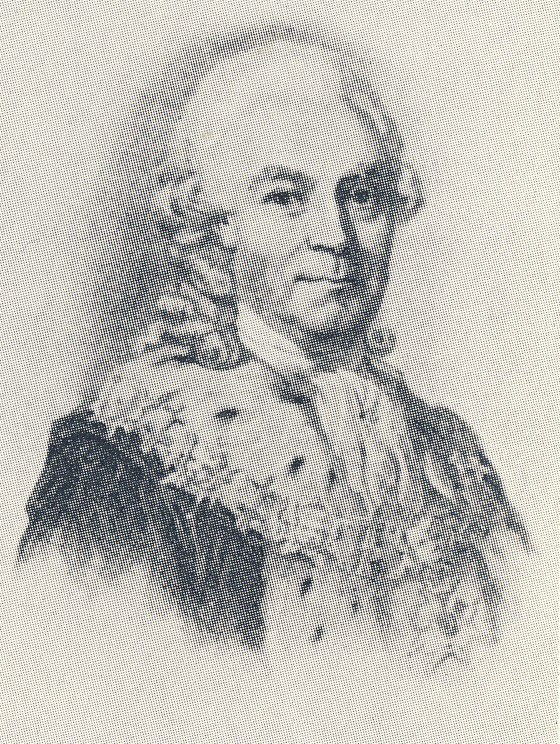
Greve Carl Sparre avporträtterad av Lorens Pasch den yngre cirka 1770. Kungliga biblioteket, Stockholm.

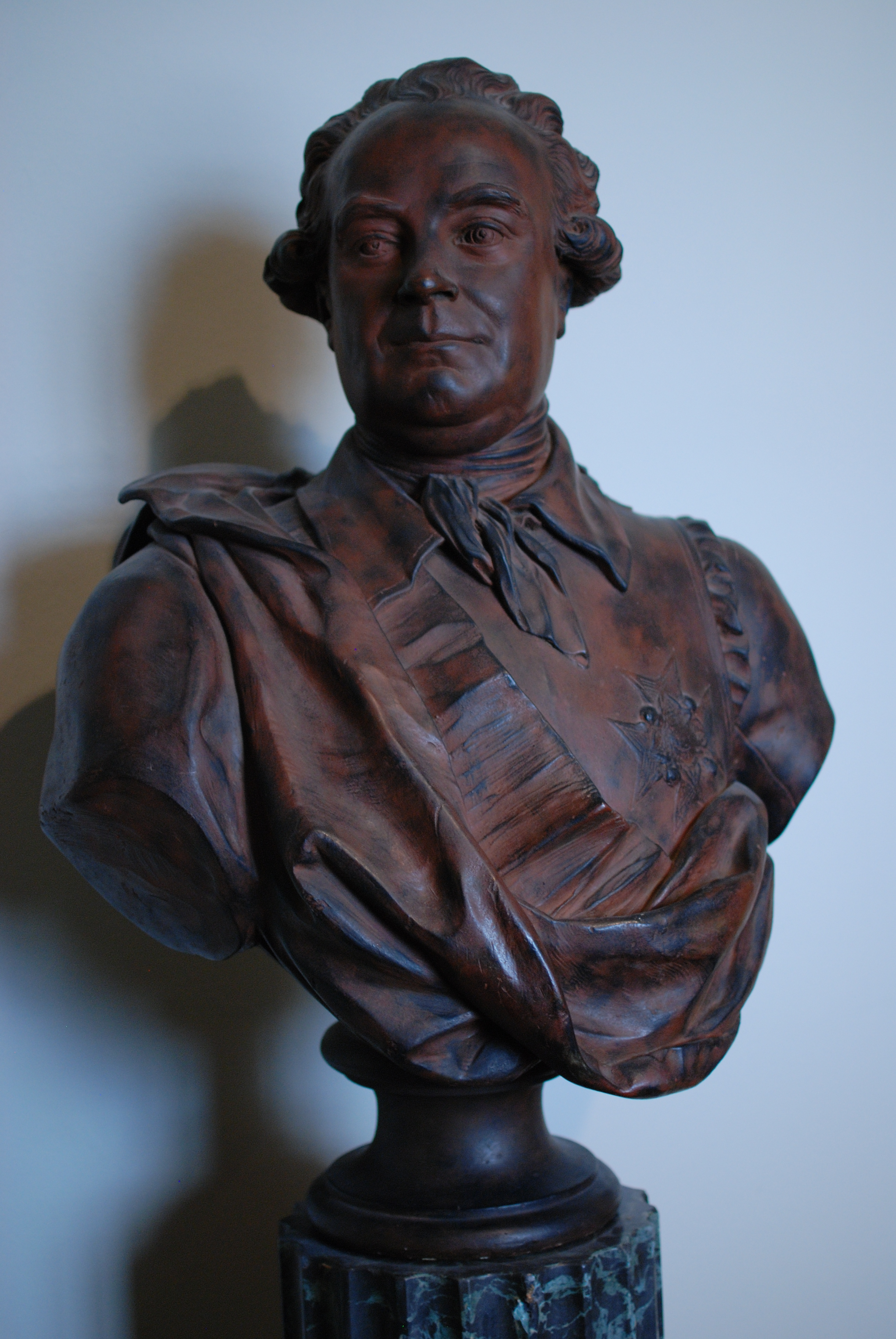
Överståthållare Carl Sparre, byst av Johan Tobias Sergel. Göteborgs konstmuseum.

Carl Sparre, född 6 december 1723 i Stockholm, död där 28 juni 1791, var en svensk friherre, landshövding, generalmajor och politiker.

## Biografi
Sparre föddes som son till Fredrik Henrik Sparre och Virginia Christina Lilliehöök af Fårdala samt halvbror till greven och rikskanslern Fredrik Sparre. Vidare var han sonson till målaren Carl Sparre.
Sparre blev redan som ung nära vän med Carl Gustaf Tessin och åtföljde 1739, vid 15 års ålder, denne på hans ambassad till Frankrike. Han hade kort före sin avresa blivit volontär vid livgardet och blev vid sin ankomst dit kapten i det regemente som senare blev Royal suédois. Han hemkallades dock redan 1741 för att delta i hattarnas ryska krig, och tjänstgjorde som adjutant hos Charles Emil Lewenhaupt d.ä. och senare under åländska expeditionen som överadjutant hos Marcks von Würtemberg. Efter kriget befordrades han till kaptenlöjtnant och kort därefter ryttmästare vid Södra skånska kavalleriregementet innan han som frivillig trädde i preussisk tjänst och deltog i Andra schlesiska kriget 1744–45, där han bland annat deltog i slagen vid Soor och Kesseldorf.
Vid sin hemkomst 1748 utnämndes han major vid Älvsborgs regemente, och vid utbrottet av pommerska kriget var han överste. Under det pommerska kriget fungerade han som generaladjutant och generalkrigskommissarie, och fick vid fredsslutet uppgiften att återföra de Svenska trupperna till Sverige. Kort efter kriget blev han överste vid Jämtlands regemente, och 1763 landshövding i Österbottens län, en tjänst han dock snart bytte bort mot samma position i Gävleborgs län där han efterträdde fadern. Samtidigt som sin militära karriär var Sparre aktiv inom hattpartiet. Gustav III utnämnde 1773 Sparre till generalmajor samt överståthållare i Stockholm. Sparre var ledamot av riksrådet från 1775 till dess upplösning 1789. Sparre var en duglig administratör och som landshövding i Gävleborgs län effektiviserade han jordbruksproduktionen och utökade arealen. Under hans period som överståthållare inleddes en intensiv period av byggande i Stockholm och i synnerhet på Norrmalm.
Sparre invaldes 1774 som ledamot nummer 202 av Kungliga Vetenskapsakademien. Han var även serafimerriddare.
Under Gustav III:s italienska resa utsågs Sparre till kungens följeslagare, ett uppdrag han in i det längsta på alla sätt försökte undandra sig, dock förgäves. Då Gustav III, som i Florens besökte Karl Edvard Stuart, i syfte att denne skulle introducera kungen i frimurarorden och tronpretendenten å sin sida hoppades på hjälp att återvinna sitt land, förälskade sig Sparre i Stuarts hustru, Lovisa av Stolberg-Geldern, och inledde en brevväxling med henne, något som kungen snabbt såg till att hindra, då han såg faran av i dessa planer.
Hertig Karl lät 1785 beskriva Sparre, ett porträtt som ganska väl beskriver samtidens syn på honom: 
...är han åter ytterst human och populär; han är äfven välgörande, om han också har den lilla svagheten att något mycket skryta härmed, han är litet ostadig i sitt levnadssätt och har ej nog förstånd att ihågkomma sin ålder utan jagar, liksom han ännu vore en ung officer, efter alla slags nöjen, hvarigenom han förlorar stor del af den aktning, han onekligen förtjänar för sina många goda egenskaper, ty han är mycket arbetsam och oförtrutet nitisk för såväl konung som fosterland. Hans död kommer att medföra en oersättlig förlust, ty han har skött sin befattning som öfverståthållare, kanske den svåraste i riket, på ett sådant sätt att han förvärfvat sig sin konungs aktning och sina underordnades kärlek; han skulle helt visst vara ofantligt uppburen, om han ej hade denna svaghet att ej alltid välja sitt bästa umgänge utan i stället lättsinnig, som han alltid varit, tillbringa sina lediga stunder i sällskap med sämre fruntimmer. Så länge hans hustru lefde var han en helt annan människa, han älskade henne innerligt, och hon hindrade honom att göra sådant, som ej passade för hans ålder.
Ett annat porträtt tecknades i smädesskriften Öfversättninga af Confucii Chinenskia Riks Historia och Kejsar Yao-Fohi 3 Tom.,p. 197 om Polisen i staden Canton(=Stockholm). Den handlar dels om kejsaren Yao-Fohi(=Gustaf III), hans handgångne i finanserna Wz-ka (Johan Liljencrantz), Be-hu-az som rikshushållare (Elis Schröderheim) och Tima-o (=Johan Christopher Toll) som försvarsanstaltare. Som handhavare av rikets polis fungerade mandarinen A-re-pa (Sparre), vilken porträtterades på följande sätt: 
Mandarinen A-re-pa, som hade inseende öfver rikets hela polis, ägde äfven en utmärkt insikt och dråpeliga egenskaper, men blott tvänne skadeliga fel, egennytta och svaghet för könen....Grekerna ha diktat Themis som en gudinna med tillbundna ögon och en vågskål i handen. Denna devis är i vissa fall förträfflig, och om denna bild tillräckligt utmärkte rättvisan, så skulle jag kunna presentera vår mandarin som hennes öfverstepräst. Han har ibland pantomimers och gycklares hop förskaffat sig ett kvinnfolk, som han alldeles dyrkar som en gudinna, han underhåller henne och slösar uppå henne den egendom, som han roffar af alla i Canton ankommande köpmän. Den som har någon process, bör bönfalla om hennes gunst, ty hon styrer den gamle kärleksnarren efter sitt behag. Att gifva henne en gulddosa är detamma som halfva skäl, och ett par briljanterad spännen kan i hast göra ett filouteri till den allra rättvisaste sak.
Detta handlar om en smädesskrift, men samtidens skvaller om Sparre och Julie Eckerman, som var den omtalade i texten var vitt utbrett i samtidens Stockholm, och Eckerman bodde tidvis hos Sparre ute på hans lustslott Bellevue. Mot slutet av 1780-talet avslutades dock förbindelsen, och Eckerman blev bortgift med en borgmästare Björkegren i Linköping. Julie Björkegren kom dock att återkomma till fordringar på dödsboet.
8 maj 1790 opererades Sparre för gallsten. Man tog ut en sten stor som ett krikon. 18 maj opererades han på nytt, och en valnötsstor sten togs ur. Med den tidens medicin var man osäker på om han skulle repa sig. Han gjorde dock det, och i september hade han kungen på besök ute på Bellevue. I december insjuknade han dock på nytt, och 28 december antog man att han inte hade långt kvar. Han repade sig dock och kom att överleva ytterligare över ett halvår, innan han slutligen gick bort.

## Utmärkelser
- Kommendör med stora korset av Svärdsorden,  1774
- Kungliga Serafimerorden,  1 september 1782

[Redigera Wikidata]